# Dolichothele (Araneae)
Pour les articles homonymes, voir Dolichothele.
Genre
Synonymes
- Goniodontium Mello-Leitão, 1923
- Oligoxystre Vellard, 1924
- Cenobiopelma Mello-Leitão & Arlé, 1934
- Pseudoligoxystre Vol, 2001

Dolichothele est un genre d'araignées mygalomorphes de la famille des Theraphosidae.

## Distribution
Les espèces de ce genre se rencontrent au Brésil et en Bolivie.

## Liste des espèces
Selon World Spider Catalog (version 18.5, 02/01/2018) :
- Dolichothele auratum (Vellard, 1924)
- Dolichothele bolivianum (Vol, 2001)
- Dolichothele camargorum Revollo, da Silva & Bertani, 2017
- Dolichothele diamantinensis (Bertani, Santos & Righi, 2009)
- Dolichothele dominguense (Guadanucci, 2007)
- Dolichothele exilis Mello-Leitão, 1923
- Dolichothele mineirum (Guadanucci, 2011)
- Dolichothele mottai Revollo, da Silva & Bertani, 2017
- Dolichothele rufoniger (Guadanucci, 2007)
- Dolichothele tucuruiense (Guadanucci, 2007)

## Publication originale
- Mello-Leitão, 1923 : Theraphosideas do Brasil. Revista do Museu Paulista, vol. 13, p. 1-438.